# Castell de Bellmunt
Castell de Bellmunt és una construcció del poble de Bellmunt, al municipi de Talavera (Segarra) declarada bé cultural d'interès nacional.

## Descripció
Adossat a la part oriental d'un casal prop de l'església hi ha un mur atalussat i restes d'un parament corbat fet amb petits carreus lligats amb morter. Gran casal situat al centre de la vila, vora l'església, i que ha sofert notables reformes. L'edifici de planta quadrangular, estructurat en planta baixa, primer pis i golfes, i les seves façanes estan arrebossades, presentant pedra picada a les cantonades. Destaquem el fet que té, en la part de la porta d'accés d'aquesta casa, un mur atalussat i restes d'un paredat fet amb petits carreus lligats amb morter que podria correspondre a parts de la muralla de l'antiga fortificació. La coberta de la casa és a doble vessant.

## Història
Les primeres referències documentals de l'indret daten del segle XII; l'any 1193 Berenguer de Clariana tenia alguns drets sobre la vila i el castell de Bellmunt, que era de la senyoria de Santa Coloma de Queralt. A partir del segle xiv, va ser el monestir de Montserrat qui tingué els seus drets fins al segle xix amb la desamortització.
L'any 1256 Ramon de Verdú vengué el castell i la vila de Bellmunt al prior de Santa Maria de Montserrat; el monestir degué tenir-ho com a feu del rei, ja que l'any 1322 l'infant Joan vengué la jurisdicció d'aquest lloc, la de Rocamora i la de Carbasí al prior de Montserrat. Al fogatge de 1365-70 consta que el lloc de Bellmunt era del prior de Montserrat. El domini es mantingué dins a l'abolició dels senyorius jurisdiccionals a inicis del segle xix.